# Kathedraal van Guildford
De Drie-eenheidskathedraal (Engels: Cathedral Church of the Holy Spirit), ook wel de kathedraal van Guildford (Guildford Cathedral), is een anglicaanse kathedraal in Guildford, Engeland.

## Geschiedenis
In 1936, negen jaar na de oprichting van het anglicaanse bisdom Guildford, werd de eerste steen van de kerk gelegd door de toenmalige aartsbisschop van Canterbury, Cosmo Gordon Lang. Het gebouw werd ontworpen door Sir Edward Maufe. Tijdens de Tweede Wereldoorlog lag de bouw stil. In 1961 was het gebouw klaar en kon de inwijding van de kerk als kathedraal plaatsvinden. 